# أل هاريس (لاعب كرة قدم أمريكية)
أل هاريس (بالإنجليزية: Al Harris)‏ هو لاعب كرة قدم أمريكية أمريكي، ولد في 31 ديسمبر 1956.

## وصلات خارجية
- أل هاريس على موقع مرجع كرة القدم المحترفة.كوم (الإنجليزية)